# تيلبينو

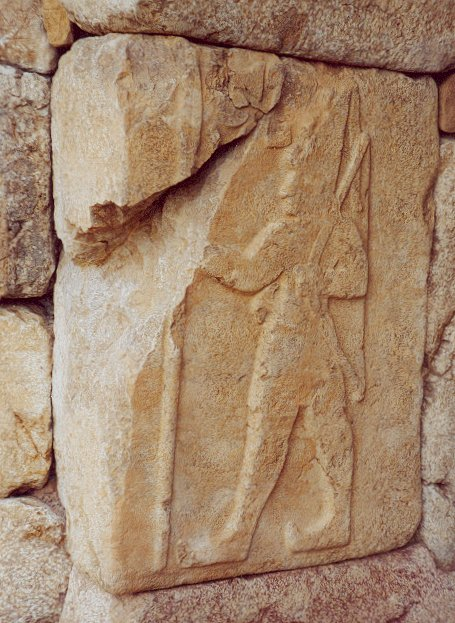
نقش حثي، نقش بارز يمثل الملك شوبيلوليوما الثاني

تيلبينو (بالإنجليزية: Telipinu)‏ إِله المناخ عند الحثِّيين وكذلك إِله الخصب وقد اختفى مثل ابنه إِله الزراعة. تتحدث الأسطورة عن قفر الأرض نتيجة غضب وانسحاب تيلبينو والإجراءات التي اتخذت لتأمين عودته وإرضائه حيث خرج غاضباً وبدل جزمته اليمنى باليسرى وبذا حل الخراب بالأرض وذبلت النباتات ونشفت الينابيع ولم تحمل الأبقار والماشية والنساء وعمَّت الأرض المجاعة، ولم يتمكن النسر الذي بعثه إِله الشمس من إيجاد تيلبينو المختفي وقد رجت الالهة هنهانا إِله المناخ بالتفتيش عنه وذهب إلى مدينة تيلبينو فلم يجده هناك وجلس يائساً فارسلت هنهانا نحلة لتلدغ تيلبينو فاغضبته اللدغات فارسل فيضانات جرفت معها البيوت والرجال والحيوانات حتى جاءت آلهة التعاويذ والشفاء كاميروسبا ومسحت غضبه بمراسم سحرية ومداواة واقنعته بالعودة إلى معبده على ظهر النسر وجعلته يفكر بما عمل ونما الزرع وقدمت النذور من الذرة والخمر والثيران.

## غضب الإله واختفاؤه ومصيره
(الثلث العلوي من اللوح - نحو 20 سطرا- مهشم ويحتمل أنه يحكي عن أسباب غضب الإله):
غضب تيليبينوس فجأة وصاح: «يجب ألا يكون هناك تدخل!، وفي ثورته حاول أن يضع نعله الأيمن في قدمه اليسرى ونعله الأيسر في قدمه اليمنى (جزء من اللوح مهشم).
التصق الضباب بالنوافذ، والتصق الدخان بالبيت. في المحرقة خمدت جذوع الأشجار، وفي المذابح اختنقت الآلهة، في الحظيرة اختنقت الخراف، وفي الإصطبل اختنقت الماشية. أهملت الخراف حملها، وأهملت البقرة عجلها.
سار تيليبينوس بعيدا وتناول قمحة، نسيم (خصب)،  (جزء من اللوح مهشم)، وإشباع للبلدة، وللمرج، وللسهوب. ذهب تيليبينوس وضل في السهب، وغلبة الإعياء. وهكذا لم يعد القمح ولا الحنطة ينموان. وهكذا لم تعد الماشية ولا الخراف ولا الإنسان يلدون. ولا حتى أولئك الحوامل استطعن أن يلدن.
ذبلت النباتات، ذبلت الأشجار ولم تعد تخرج براعم غضة. جفت المراعي، وجفت الينابيع. نشأت مجاعة في الأرض لذلك وهن الإنسان والآلهة من الجوع.
ورتب إله الشمس العظيم لوليمة ودعا إليها الآلهة الألف. فأكلوا لكنهم لم يُشبِعوا جوعهم، وشربوا، لكنهم لم يُطفِئوا ظمأهم.

## البحث عن الإله الغائب

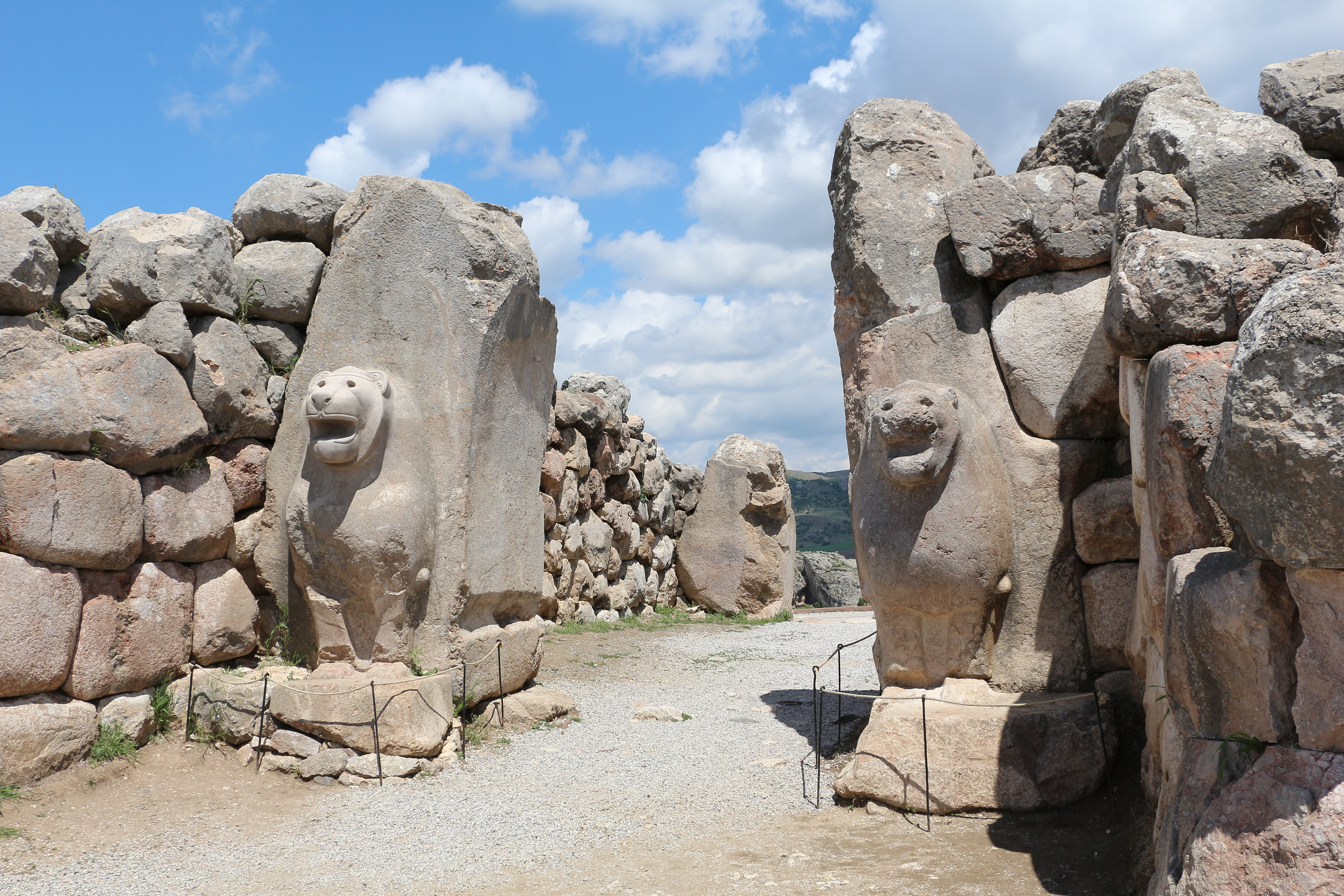
آثار حثية، بوابة الأسود في حاتوشا

أصبح إله العاصفة قلقا بشأن ابنه تيليبينوس (وقال): «ابني تيليبينوس ليس هنا. لقد غضب وأخذ معه كل شيء جميل». وشرعت الآلهة الكبيرة والآلهة الصغيرة في البحث عن تيليبينوس. وأرسل إله الشمس النسر السريع (قائلا): «امضِ! فتش كل جبلٍ عالٍ».
«فتش الأودية السحيقة فتش الأعماق المائية؟». وذهب النسر، غير أنه لم يستطع أن يعثر عليه. وعاد إلى إله الشمس وأبلغه الرسالة: «لم أستطع أن أعثر عليه، على تيليبينوس - الإله النبيل»، فقال إله العاصفة لـ«هاناهانس، أم الآلهة في المجمع الحِثِّي»: «ماذا سنفعل؟ إننا سنموت من الجوع» فقالت «هاناهاناس» لإله العاصفة: «افعل شيئا يارب العاصفة! اذهب! ابحث عن تيليبينوس بنفسك!».
وشرع إله العاصفة في البحث عن تيليبينوس. وفي مدينته (طرق) على البوابة. لكنه لم يكن هناك ولم يفتح أحد. کسر المزلاج والقفل وفتحهما لكنه لم يكن له حظ، إله العاصفة. لذا فقد يئس وجلس ليستريح. وأرسلت هاناهاناس النحلة: اذهبي فابحثي أنت عن تيليبينوس!».
وقال إله العاصفة لهاناهاناس: «إنَّ العظيم لم يجده إذن هل تستطيع هذه النحلة أن تعثر عليه؟ إن أجنحتها صغيرة، بل هي نفسها صغيرة. هل سيسلمون بأنها أعظم منهم؟».
وقالت هاناهاناس لإله العاصفة: «كفى! إنها سوف تذهب وسوف تعثر عليه». وأرسلت هاناهاناس النحلة الصغيرة: «اذهبية ابحثي أنت عن تيليبينوس! وعندما تجدينه السعيه في يديه وقدميه! وأحضري من قدميه!
خذي شمعا وامسحي عينيه وقدميه، طهريه وأحضريه أمامي!».
وانطلقت النحلة وفتشت... الأنهار الجارية، وفتشت الينابيع التي تحدث خريرا . ونفد العسل الذي بداخلها والشمع الذي بداخلها نفد. ثم عثرت عليه في مرج في أيكه في ليهزینا (اسم أحد المواقع في الأناضول). فلسعته في يديه وقدميه. وأحضرته من قدميه وأخذت شمعا ومسحت عينيه وقدميه وطهرته و(جزء من اللوح مهشم).
وأعلن تيليبينوس: «أما أنا فقد غضبت وذهبت بعيدا، فكيف تجرؤين على إيقاظي من نومي؟ وكيف تجرؤين على إجباري على الحديث وأنا غاضب؟ وأخذ يدمدم حتى زاد عليه غيظه. فأوقف الينابيع التي تحدث خريرا، وحول الأنهار الجارية وجعلها تفيض على ضفافها . وسد الحفر الطينية، وحطم النوافذ، وكسر المنازل. وأهلك الناس، وأهلك الخراف والماشية.
وحدث أن الآلهة قنطوا (متسائلين): لماذا أصبح تيليبينوس حانقا؟ ماذا سنفعل؟ ماذا سنفعل؟
وأعلن إله الشمس العظيم (؟؟): «أحضروا الإنسان؟ دعوه يأخذ نبع هاتارا على جبل أمونا (مثل ...)! دعوه (الإنسان) يجعله يتحرك؟ دعوا الإنسان يجعله يتحرك مع جناح النسر (دعوا الإنسان يجعله يتحرك)؛ فجوة تلي ذلك، وفيها تخوَّل کامروسيباس - إلهة السحر والشفاء - أمر تهدئة تيليبينوس وإعادته).

## الطقس

### توسل
(البداية مكررة)

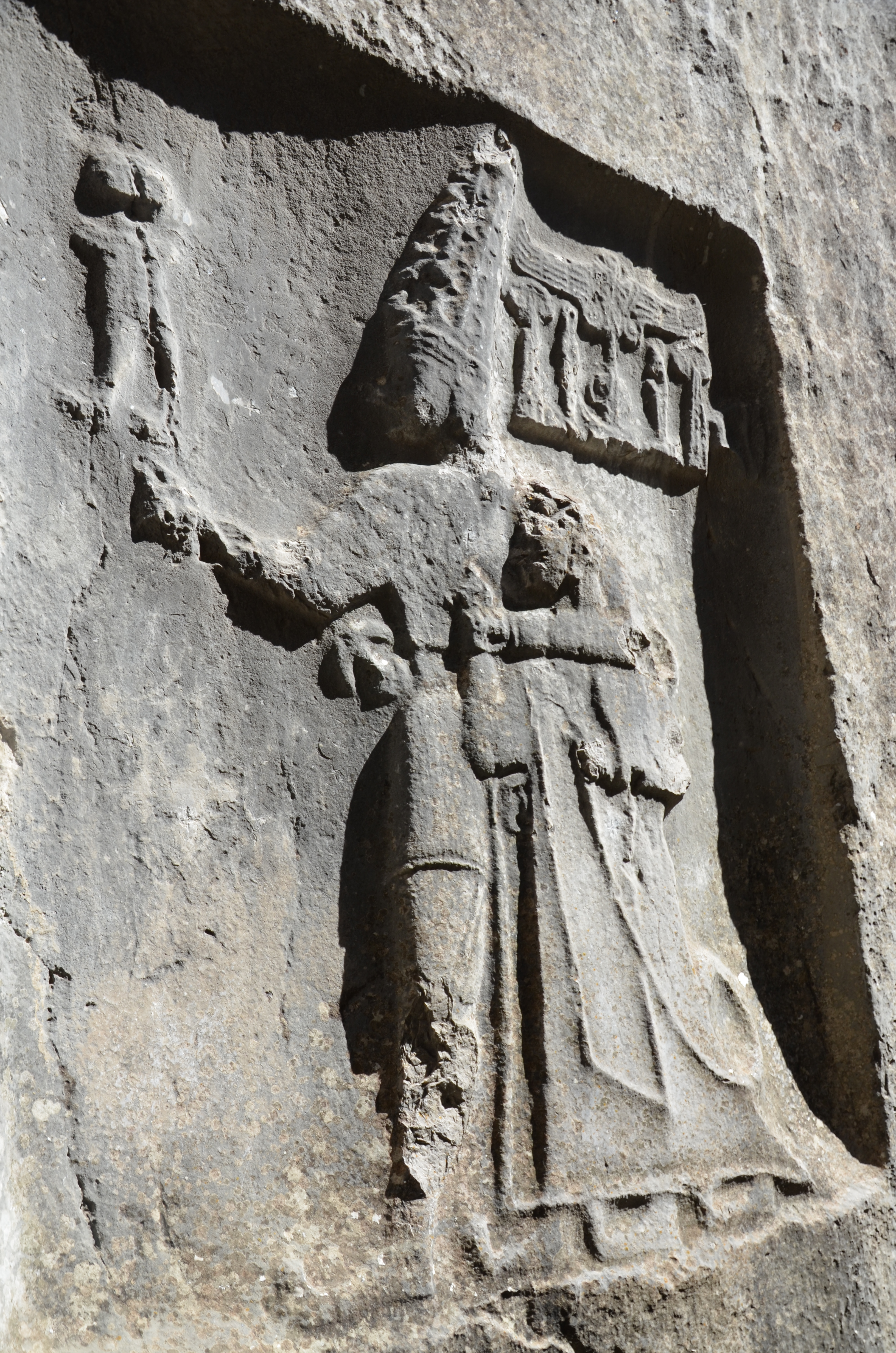
منحوتات حثية

«يا تيليبينوس، هنا يوجد لُب الأرز المهدئ الجميل. تماما كما هو...، دع أيضا المعوق يستعيد نشاطه مرة أخرى!»
«هنا لدي نسغ مدفوع لأعلى وبه أطهرك. دعه ينعش قلبك وروحك يا تيليبينوس! توجه صوب الملك بعطف!»
«هنا يوجد قش حنطة. دع قلبه وروحه ينفصلان كما هما! هنا توجد سنبلة قمح. دعها تجذب قلبها وروحها؟»
«هنا يوجد سمسم. دع قلبه وروحه يرتاحان به. هنا يوجد تين. وكما أن التين حلو، كذلك دع قلب تيليبينوس وروحه حلوين!»
«تماما كما يحتوي الزيتون في داخله على الزيت، وكما العنب يحتوي على الخمر بداخله، ضم أنت الآخر يا تيليبينوس في قلبك وروحك مشاعر طيبة تجاه الملك!»
«هنا يوجد دهان. فليدهن قلب تيليبينوس وروحه! تماما كما أن الشعير وأرغفة الشعير مندمجة في تناسق، أيضا اجعل روحك متناغمة مع شؤون البشر! تماما كما أن الحنطة طاهرة، دع أيضا روح تيليبينوس طاهرة؛ وكما أن العسل حلو، وكما أن القشدة ناعمة، دع روح تيليبينوس أيضا تصبح حلوة ودعه أيضا يصبح سلسا!»
«انظر ياتيليبينوس: ها أنذا أرش طريقك بزيت طيب. هلم وامض ياتيليبينوس فوق هذي الدروب، المرشوشة بالزيت الطيب! اجعل غابة شاخیش وغابة خابورياشاش جاهزة للاستعمال! دعنا نعيد إليك نشاطك ياتيليبينوس بما يصير به مزاجك سليما!».
وتمادى تيليبينوس في غضبه. فالتمع البرق وأرعدت السماء بينما كانت الأرض المظلمة في اضطراب عظيم. ورأته کامروسيباس. وجعله جناح النسر يتحرك هناك. فنزع ذلك عنه غيظه ونزع عنه غضبه ونزع عنه حنقه ونزع عنه عنفه.

### طقس کامروسيباس للتطهير
وقالت کامروسيباس للآلهة: «تعالوا أيها الآلهة! انظروا! إن هابانتاليس يرعی خراف إله الشمس. اختاروا لكم اثني عشر كبشا! إني أريد أن أقرر أياما طويلة لتيليبينوس. لقد أخذت الموت، ألف عين (جملة غير واضحة). لقد أشعت أنباء عن خراف کامروسيباس المختارة».
«فوق تيليبينوس أرجحتها هنا وهناك. من جسد تيليبينوس أخذت الشر، أخذت الأذى، أخذت الغضب، أخذت الحنق، أخذت العنف».
«عندما كان تيليبينوس غاضبا، كانت روحه وقلبه يخمدان كجمرة. تماما كما احترفت هذه الجمرات، دع ثورة تيليبينوس وغضبه وأذاه وحنقه تحرق نفسها؟ تماما كما أصبح الشعير عقيما، وكما أن الناس لم يعودوا يحضرونه إلى الحقل ليستخدموه كبذور، وكما أن الناس لم يعودوا يصنعون منه خبزا أو يضعونه في مخازنهم، دع أيضا ثورة تيليبينوس وغضبه وأذاه وحنقه يصبحون عقماء!»
«عندما كان تيليبينوس غاضبا، كان قلبه وروحه نارا مشتعلة. فكما لا يتدفق الماء إطلاقا في الأنبوب إلى أعلى، اجعل أيضا ثورة تيليبينوس وغضبه وحنقه لا يرجعون.. »
«واجتمع الآلهة في مجمعهم تحت شجرة خاتالكشناش. وبالنسبة لشجرة خاتالكشناش، فقد قررت لها أعواما طويلة، كل الآلهة حاضرون بما فيهم إستوستاياس، والمرأة الطيبة، والإلهة الأم، وإله الحنطة، ومياتانزيباس، وتيليبينوس، والإله الحامي، وهابانتاليس حامي الحقول. وبالنسبة لهذه الآلهة فقد قررت لها أعواما طويلة، وطهرتك يا تيليبينوس!».
«(...) لقد أخذت الشر من جسد تيليبينوس، وأخذت ثورته بعيدا، وأخذت غضبه بعيدا، وأخذت غيظه بعيدا، وأخذت أذاه بعيدا، أخذت شره بعيدا».
.... (فجوة صغيرة)....

### طقس الإنسان
.... (البداية مفقودة)....

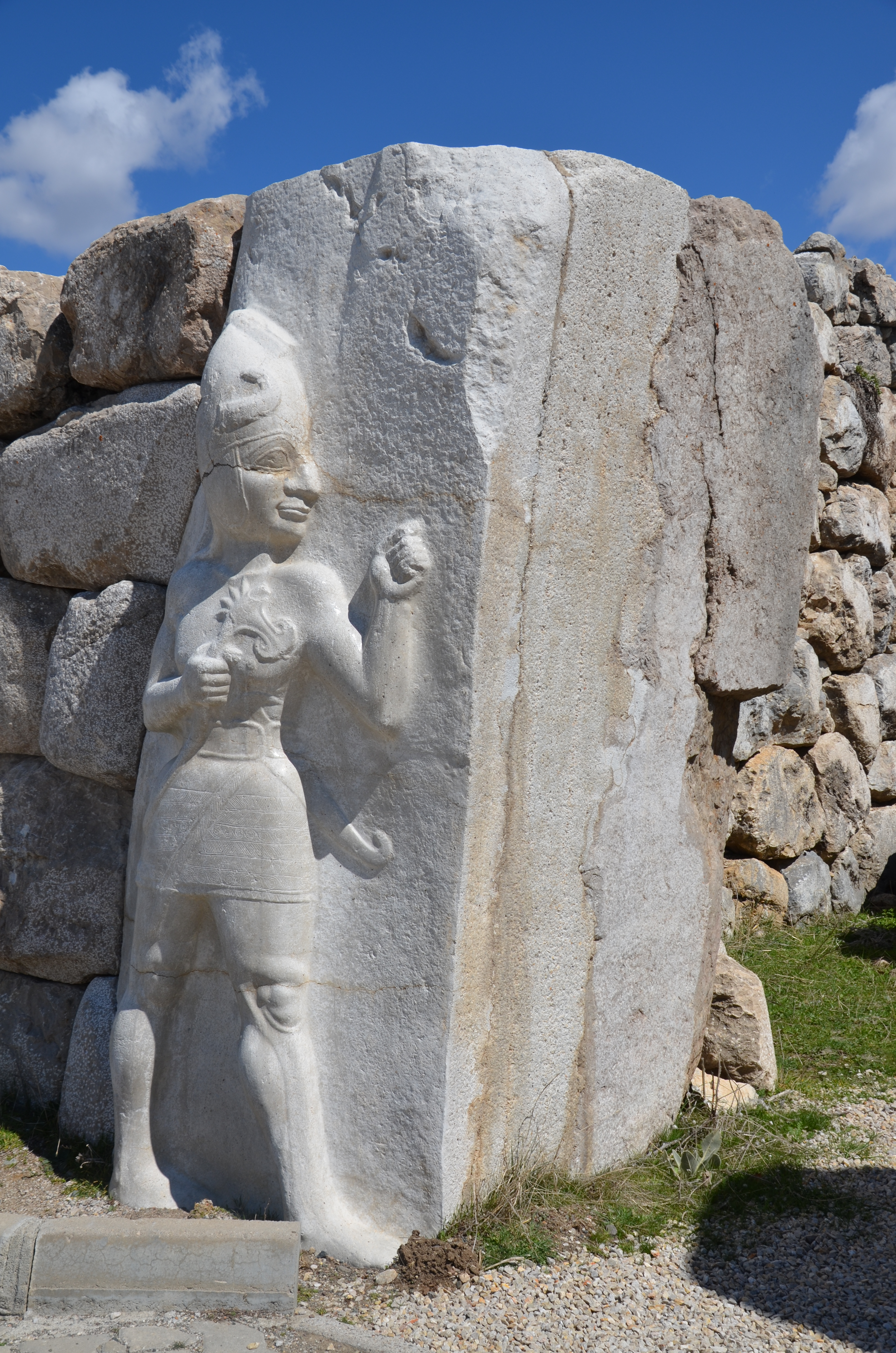
آثار حثية

.... (عندما) أنت رحلت من شجرة خاتالكنشاش ذات يوم صائف، مرضت المحاصيل بالسناج (مرض يصيب النبات فيحيله إلى كتلة ذروية سوداء). وعندما رحل الثور معك، أضعت شكله . وعندما رحلت الخراف معك، أضعت هيئتها، ياتيليبينوس أوقف ثورتك وغضبك وأذاك وعنفك؟
«عندما يأتي إله العاصفة في غضب، يوقفه كاهن إله العاصفة. (عندما) يفور قدر الطعام، فإن الملعقة النشطة توقفها. إذن دع كلمتي الخالدة توقف ثورة تيليبينوس وغضبه وعنفه!».
«دع ثورة تيليبينوس وغضبه وأذاه وعنفه يرحلون. دع المنزل يجعلهم يذهبون، ودع... الداخلي يجعلهم يذهبون، دع النافذة تجعلهم يذهبون؟ في الـ... دع الفناء الداخلي يجعلهم يذهبون، دع البوابة تجعلهم يذهبون، دع المدخل يجعلهم يذهبون، دع طريق الملك يجعلهم يذهبون؟ لا تدعهم يذهبون إلى الحقول المزدهرة ولا الحديقة (أو) إلى الأيكة! دعهم يذهبون في طريق إله شمس العالم السفلي!» .
«حارس البوابة فتح الأبواب السبعة، وفتح المزاليج السبعة. (هناك) في الأسفل في الأرض المظلمة تقف مراجل برونزية، أغطيتها من معدن الأبارون ومقابضها من الحديد. أي شيء يذهب بداخلها لا يعود مرة أخرى، إنه يهلك بداخلها. دع هذه المراجل تستقبل أيضا ثورة تيليبينوس وغضبه وأذاه وعنفه؛ لا تدعهم يعودون مرة أخرى!»

## عودة الإله إلى الوطن

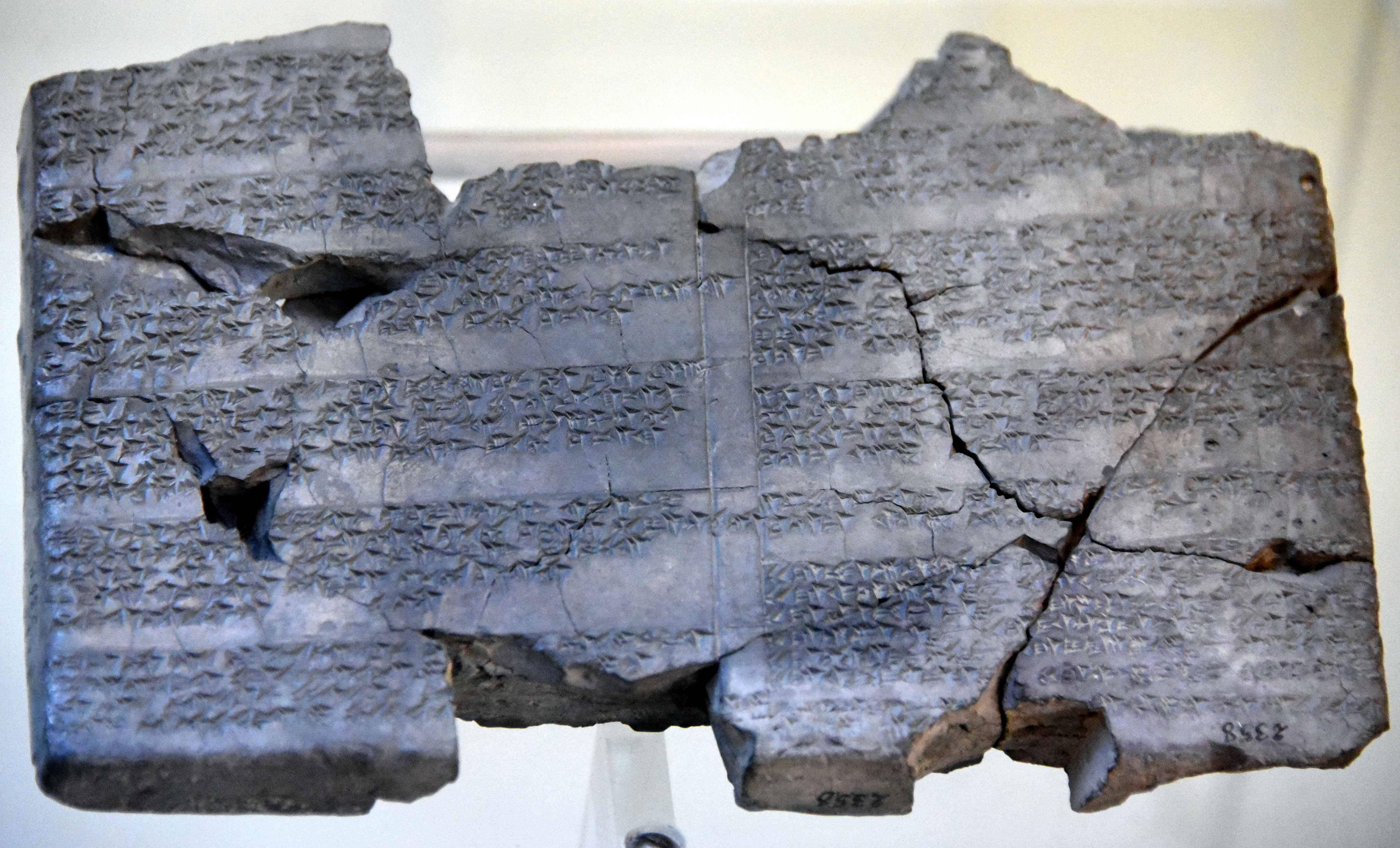
نقوش حثية

عاد تيليبينوس إلى الوطن وإلى بيته واعتنى (مرة أخرى) بأرضه. وذهب الضباب عن النوافذ، وذهب الدخان عن المنزل. وعاد إلى المذابح نشاطها من أجل الآلهة، والموقد ذهب عن الجذوع الخشبية. لقد جعل (تيليبينوس) الخراف تذهب إلى الحظيرة، وجعل الماشية تذهب إلى الزريبة. الأم رعت طفلها، والنعجة رعت حملها، والبقرة رعت عجلها. كذلك رعي تيليبينوس الملك والملكة وأمدهما بالحياة الباقية وبالقوة.
اعتنى تيليبينوس بالملك، ونُصِبَت سارية أمام تيليبينوس، وعلى هذه السارية علقت فروة الخروف. إنها تدل على بداية الخروف، وتدل على حبوب الحنطة والخمر، إنها تدل على الماشية والخراف، وتدل على الحياة الجديدة والذرية.
إنها تدل على رسالة الحمل المبشرة (رسالة الحَمَل المبشرة: أي البشرى بالنجاح عند فحص أمعاء الحمل المقدم كقربان، وفحص أمعاء الذبائح هو إحدى وسائل معرفة الغيب، ويمارسها العرافون في الغالب). وتدل على .... إنها على النسيم المخصب، إنها تدل على الإشباع... (...)..... (نهاية النص مفقودة).